# Holomelina parvula
Holomelina parvula là một loài bướm đêm thuộc phân họ Arctiinae, họ Erebidae.